# Bluegrass

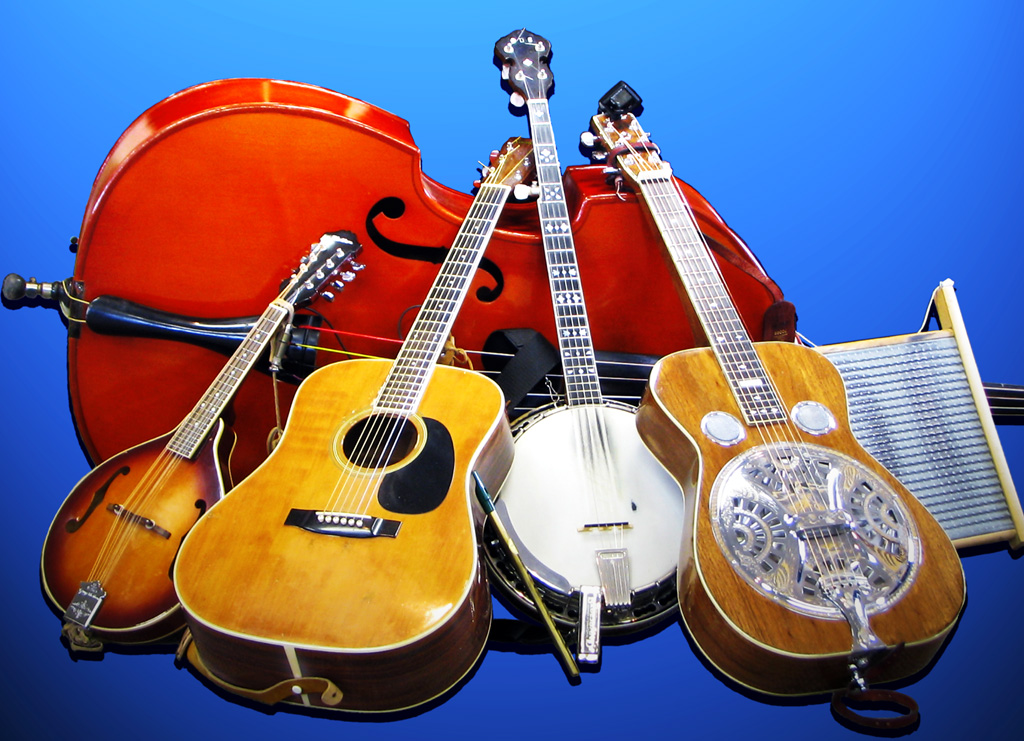
Instrumente des Bluegrass

Bluegrass ist eine der wichtigsten US-amerikanischen Volksmusikrichtungen und gehört zum breiten Genre der Country-Musik. Die heutzutage typische Instrumentierung besteht hauptsächlich aus Banjo, Fiddle, Mandoline, Gitarre, Resonatorgitarre und Kontrabass. Die Mandoline und Gitarre ersetzen dabei das Schlagzeug und erzeugen perkussive Chop-Schläge auf dem Offbeat. Die Harmonien im Gesang sind meistens eng in Terz- und Quint-Harmonien geführt. Dabei wird abwechselnd die Strophe gesungen und das Soloinstrument gespielt. Spielt die Mandoline ein Solo, dann übernimmt die Fiddle oder das Banjo die Aufgabe der Chop-Schläge.

## Geschichte

### Anfänge
Der Bluegrass entstand zwischen 1937 und 1945 in den Bergen von Kentucky und Tennessee. Zu dieser Zeit experimentierte der Mandolinenspieler Bill Monroe mit Hillbilly- und Fiddle-Stücken, angloamerikanischen Balladen, afroamerikanischer Tanzmusik und traditionellem Gospel-Harmoniegesang. Er formte daraus eine mit Swing- und Blueselementen angereicherte Form der Country-Musik.

Fünfsaitiges Banjo

Gegen Ende dieser Phase heuerte er den jungen Banjospieler Earl Scruggs an, der den Dreifinger-Stil seines Heimatstaates North Carolina mit hoher Geschwindigkeit und Präzision perfektioniert hatte und damit den Sound der Band erheblich dynamisierte. Die Band trug den Namen „Bill Monroe and his Blue Grass Boys“, als Reminiszenz an den „Bluegrass State“ Kentucky. Der Begriff Bluegrass bezeichnet die aufgrund des nährstoffreichen Bodens blaugrünen Blätter des Wiesen-Rispengrases, und der Musikstil wurde von den Medien später danach benannt.
Der Bekanntheitsgrad der Blue Grass Boys wurde durch ihre Auftritte in der weithin hörbaren wöchentlichen Radiosendung Grand Ole Opry aus Tennessees Hauptstadt Nashville gesteigert, bei der Bill Monroe von 1939 bis zu seinem Tod im Jahr 1996 Mitglied war. Zu ihrem frühen Repertoire gehörten der Mule Skinner Blues und das später auch von Elvis Presley gecoverte Blue Moon of Kentucky. Mit Monroes Gitarristen Lester Flatt gründete Earl Scruggs 1948 die Foggy Mountain Boys, die außer mit den damals unerreichten Banjoinnovationen noch mit originellen Texten und später auch mit der Dobro als Leadinstrument breitere Zuhörerkreise und auch das Fernsehpublikum erreichten.
Weitere stilbildende Musiker des Bluegrass der Gründerjahre waren der Banjospieler Don Reno und die Brüderpaare Carter und Ralph Stanley, Bobby und Sonny Osborne, Jim und Jesse McReynolds und Bands wie Hylo Brown and the Timberliners.

### Die Rolle des fünfsaitigen Banjos im Bluegrass
Das 5-String-Banjo ist das unverzichtbare Instrument in allen Bluegrassbands. Während die meisten Banjospieler im Scruggs-Style spielen, bei dem Melodietöne in überwiegend dem Hintergrundakkord entnommene Fülltöne eingebettet werden, wurde von Bill Keith und Bobby Thompson unabhängig voneinander in den 60er-Jahren der sogenannte Melodic Style entwickelt, bei dem alle gespielten Töne Melodietöne beziehungsweise Zwischentöne der Melodietöne sind. Heute bekanntester Musiker dieses Stils ist Béla Fleck.

### Zeitgenössischer Bluegrass
Am Ende der 1950er- und Anfang der 1960er-Jahre kam es vermehrt zu Auftritten von Bluegrassbands an Universitäten und bei Folkfestivals wie dem in Newport, Rhode Island. Durch diese Kontakte der eher kommerziell und südstaatlich geprägten Hillbillys mit einer bis dahin von Alan Lomax, Charles Seeger oder auch dessen Söhnen Mike und Pete Seeger getragenen Kulturmusikszene erwuchs dem Bluegrass nicht nur eine staatenweite Marktbasis, es kam auch zum Zustrom innovativer jüngerer Musiker wie Byron Berline, Bill Keith, Peter Rowan, Clarence White, Tony Rice und David Grisman.
Seit den späten 1960er-Jahren greifen auch andere Musiker wie beispielsweise Grateful Dead den Bluegrass auf. Dadurch entstanden neue Stile wie Newgrass und Jazzgrass. Auch Country-Rock-Bands wie die Eagles oder Poco verwendeten Stilmittel des Bluegrass in ihren Stücken. Anfang der 1980er hielt Bluegrass in einer poppigeren Version und teilweise auch mit Schlagzeuguntermalung wieder stärker Einzug in die kommerzielle Country-Musik, als der sogenannte
Neo-Traditionalismus Einfluss gewann.
Anfang der 1990er Jahre wurde Bluegrass erneut populär. Seit 1991 existiert die International Bluegrass Music Hall of Fame, die von der International Bluegrass Music Association betrieben wird und jährlich stilprägende Künstler mit der Aufnahme auszeichnet. Seit der Jahrhundertwende kamen neue Bluegrass-Bands wie die Infamous Stringdusters auf, die in ihrer Musik auch Old-Time und Americana vereinigen. In den späten 1990er Jahren wandte sich Dolly Parton vermehrt dem Bluegrass zu; auch die Dixie Chicks hatten phasenweise starke Bluegrasseinflüsse in ihrer Musik, ebenso wie Alison Krauss und Rhonda Vincent. Über Internetradiostationen wie Bluegrasscountry.org lässt sich die Musik heutzutage weltweit hören.
Weitere wichtige zeitgenössische Musiker des Genres (in Klammer Referenz-CD):
- Mandoline: Ricky Skaggs
- Mandoline: Sam Bush
- Dobro: Jerry Douglas (Slide Rule)
- Gitarre: Tony Rice (Backwaters)
- Sleepy Man Banjo Boys